# Леоново (Петушинский район)
Лео́ново — деревня в Петушинском районе Владимирской области России. Входит в состав Петушинского сельского поселения.

## Топоним
Прежде называлось Крутец-Леоновым.

## География

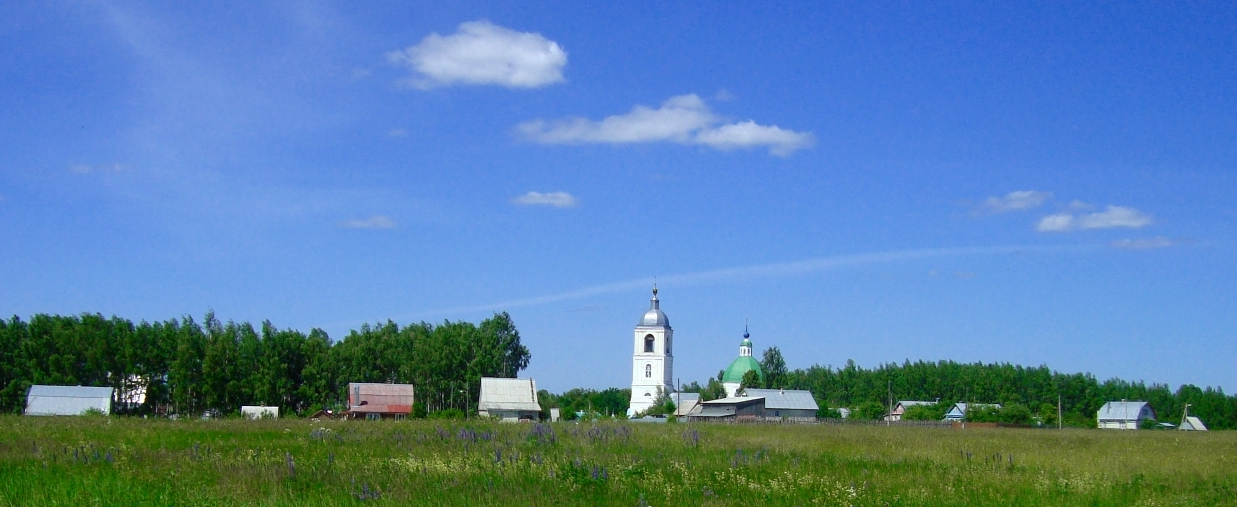
Леоново

Расположено на западе области близ федеральной автодороги М-7 «Волга» Москва — Уфа, в 1 км от остановочного пункта Леоново Горьковского направления Московской железной дороги. В полукилометре к северу от Леонова, непосредственно на федеральной автодороге лежит деревня Новое Аннино. Районный центр город Петушки начинается примерно в полутора километрах к востоку.

## История
Деревня впервые упоминается в 1574 году, когда братья Матфей, Григорий и Юрий Григорьевы Ловчиковы приложили село Крутец с деревнями в Троице-Сергиев монастырь. Деревня входила в состав Крутецкого прихода, само село Крутец, примыкавшее к деревне с востока, ныне входит в черту деревни. В писцовых книгах первой половины XVII столетия есть сведения о селе Крутец и деревне Леоново, где тогда было 19 дворов крестьянских и 2 бобыльских. В переписных книгах 1705 года в деревне Леоново числится 32 двора и 100 душ. Сведения о церкви в селе Крутец восходят к XVI столетию. В данной грамоте братьев Ловчиковых сказано, что в селе Крутец «храм Богоявления Христово». В 1820 году вместо деревянной церкви в Крутце был построен каменный храм с колокольней. В 1860 году была расширена трапеза. Престолов в храме было три: в холодном в честь Богоявления Господня, в трапезе теплой во имя Усекновения главы святого Иоанна Предтечи и преподобного Сергия Радонежского. В селе Крутец с 1843 года существовала земская народная школа. Учащихся в 1895 году было 99 чел.
До революции деревня Леоново и село Крутец входили в состав Аннинской волости Покровского уезда. В селе Крутец числилось в 1859 году 153 жит., в 1905 году — 112 жит., в 1926 году — 146 жит.
С 1929 года деревня Леоново являлась центром Леоновского сельсовета Петушинского района Московской области. С 1939 года деревня в составе Аннинского сельсовета, с 1944 года во Владимирской области.

## Население
| 1859 | 1905 | 1926 |
| ---- | ---- | ---- |
| 400  | 604  | 660  |

| 1859 | 1897 | 1905 | 1926 | 2002 | 2010 | 2021 |
| ---- | ---- | ---- | ---- | ---- | ---- | ---- |
| 400  | ↗576 | ↗604 | ↗660 | ↘475 | ↘453 | ↘313 |

## Известные уроженцы, жители
- Столетов, Всеволод Николаевич (1907—1989) — советский и российский государственный деятель, учёный-биолог.
- Шубин, Георгий Георгиевич (1912—1973) — офицер дивизионной разведки, снайпер. Жил в конце жизни и похоронен на сельском кладбище деревни Леоново.

## Достопримечательности
В селе расположена церковь Богоявления Господня, возведённая в 1820—1825 гг.
Южнее Леонова, за одноимённой станцией железной дороги и возле неё находится зообаза Госфильмофонда. Создана в 1947 г. как кинозверобаза усилиями режиссёра Александра Згуриди, снимавшего здесь с 1945 г. фильмы с участием животных «Голос крови», «Лесная быль» и «Белый клык». В 1998 г. зообазу, по инициативе того же Згуриди, передали в ведение Госфильмофонда, где она числится и поныне.
Ещё южнее, на берегу Клязьмы, расположена база рыбака-охотника «Леоново», принадлежащая Московской железной дороге. Там же находится древнерусское селище Благовещенское" (XII—XIII вв).

## Галерея

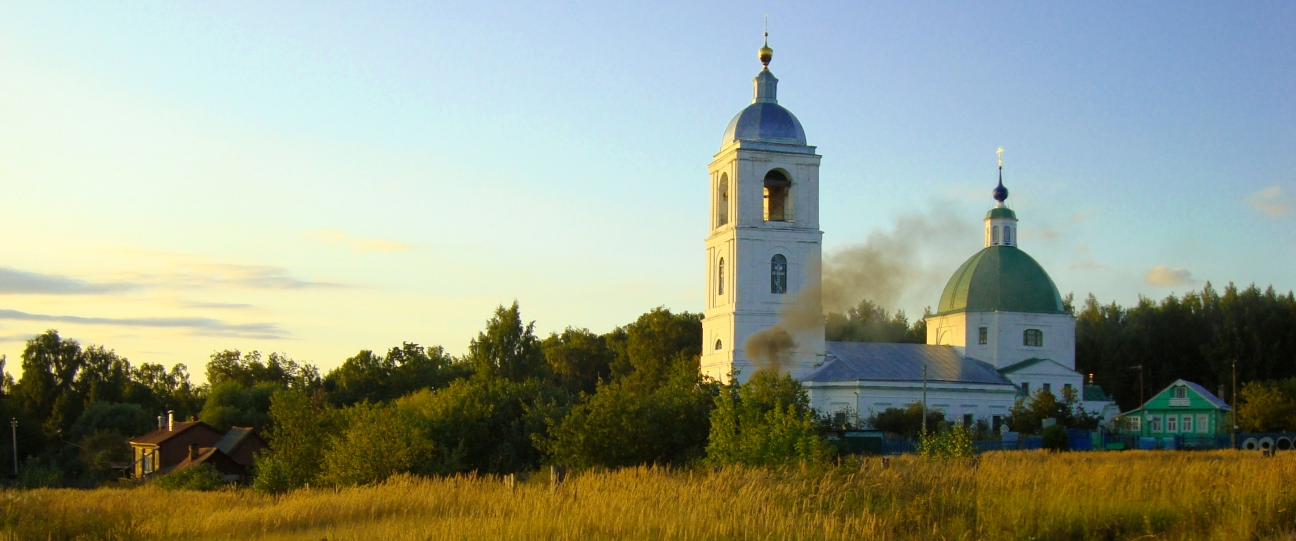
Богоявленская церковь
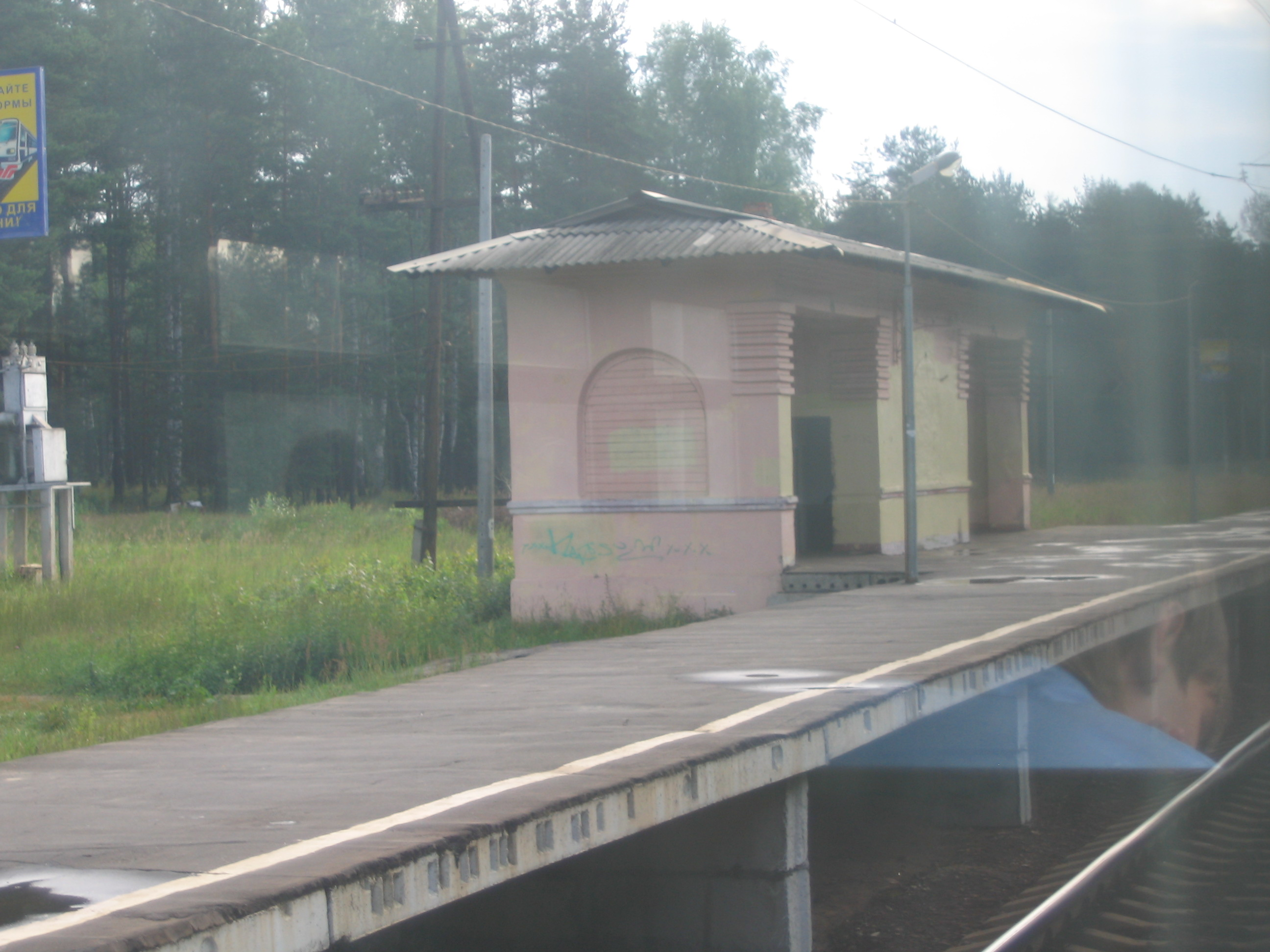
Платформа «Леоново»